# Exacum pallidum
Exacum pallidum är en gentianaväxtart som först beskrevs av Henry Trimen, och fick sitt nu gällande namn av J. Klackenberg. Exacum pallidum ingår i släktet Exacum och familjen gentianaväxter. Inga underarter finns listade i Catalogue of Life.